# Esther Williams
Esther Jane Williams (8. srpna 1921 Inglewood – 6. června 2013 Los Angeles) byla americká plavkyně a herečka.

## Život

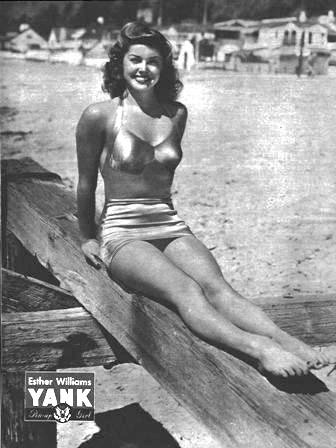
Esther Williams na obálce časopisu Yank (1945)

Narodila se 8. srpna 1921 v kalifornském Inglewoodu, jako nejmladší z pěti dětí Louise Stantona Williamse a Buly Myrtleové (rodným jménem Gilpinová). Brzy poté, co si její bratr Stanton našel herečku Marjorie Rambeauovou, se celá poměrně chudá rodina s nimi přestěhovala do blízkosti Los Angeles. Stanton však v roce 1929 zemřel na prasknutí slepého střeva v pouhých 16 letech.
Esther byla už od mládí nadšená z plavání, a proto ji její sestra Maurine vzala do Manhattan Beach do místního bazénu, kde později dostala několik lekcí a naučila se plaveckým způsobům, včetně motýlka, kterým později lámala rekordy. Již v 16 letech se stala národní šampionkou na 100 metrů volným způsobem a posléze vyhrála i další tři mistrovství.
Poté, co v roce 1939 vystudovala Washington High School v Los Angeles, si začala vydělávat jako modelka v obchodním domě I. Magnin. Právě zde byla objevena hledačem talentů od studia Metro-Goldwyn-Mayer (MGM) a byla pozvána na konkurz, jako náhrada za plavkyni Eleanor Holmovou do show „Aquacade“ Billyho Rose. Zde zůstala až do jejího konce 29. září 1940, jelikož letní olympijské hry 1940, kterých se chtěla účastnit, byly kvůli druhé světové válce zrušeny.
Na MGM však stačila udělat dojem, a jelikož hledali sportovkyni, která by mohla konkurovat krasobruslařské hvězdě od konkurenčního studia Fox, nabídli jí smlouvu. Ta obsahovala podmínku, že se ještě 9 měsíců neobjeví před kamerou a dostane několik hereckých, pěveckých i tanečních lekcí.
Během druhé světové války se také jako většina ostatních hollywoodských hereček, zúčastnila turné, ale místo válečných dluhopisů ji požádali, aby objížděla nemocnice. A díky mnoha jejím fotografiím v plavkách se dostala rovněž na obálky spousty časopisů a reklam. V roce 1942 absolvovala svůj herecký debut v komedii Andy Hardy's Double Life (1942), a dál pokračovala několika vedlejšími rolemi. Do první vážnější role byla obsazena v roce 1946 v dramatu The Hoodlum Saint a jako učitelka zpěvu se představila ve filmu Easy to Wed téhož roku.
V roce 1947 se také oženila s rozhlasovým zpěvákem Benem Gagem a o rok později se stala úspěšnou mluvčí a propagátorkou plavkové společnosti Cole of California. Během 40. let natočila celkem 13 filmů, a v roce 1952 porodila svou první dceru Susan. Během natáčení životopisného dramatu Million Dollar Mermaid (1952) si při skoku z 35 metrové věže zlomila vaz a následujících 7 měsíců byla v sádře. I poté, co se uzdravila, nadále trpěla bolestmi hlavy, k čemuž se přidaly i několikrát prasklé ušní bubínky a ve studiové nádrži se jednou i málem utopila.
Když poprvé po 15 letech odmítla svou roli ve filmu The Opposite Sex, studio jí pohrozilo zrušením smlouvy, ale hned poté co ji nahradili herečkou Grace Kellyovou, si sbalila věci a od studia odešla. Tím však přišla o téměř 3 miliony dolarů. V roce 1956 přešla do studia Universal Pictures a objevila se v dramatu The Unguarded Moment (1956). Na počátku 60. let však svou filmovou kariéru ukončila a nadále se věnovala od reklam na plavky až po komentování synchronizovaného plavání na LOH 1984.

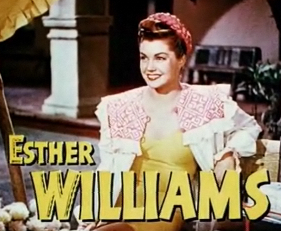
Esther Williams ve filmu Fiesta (1947)

V roce 2007 prodělala mrtvici a 6. června 2013 zemřela ve spánku přirozenou smrtí ve svém domě v Los Angeles.

## Osobní život
Esther Williams se několikrát provdala, jejími manžely byli:
1. Leonard Kovner (1940–1944)
2. Ben Gage (1945–1959) – dcera Susan Tenney a synové Benjamin Stanton a Kimball Austin
3. Fernando Lamas (1969–zemřel v roce 1982)
4. Edward Bell (1994)

## Filmografie
- 1944 Bathing Beauty (režie George Sidney)
- 1945 Thrill of a Romance (režie Richard Thorpe)
- 1946 The Hoodlum Saint (režie Norman Taurog)
- 1946 Easy to Wed (režie Edward Sedgwick, Edward Buzzell, Buster Keaton)
- 1947 This Time for Keeps (režie Richard Thorpe)
- 1947 Fiesta (režie Richard Thorpe)
- 1948 On an Island with You (režie Richard Thorpe)
- 1949 Neptune's Daughter (režie Edward Buzzell)
- 1949 Láska s potížemi (režie Busby Berkeley)
- 1950 Pagan Love Song (režie Robert Alton)
- 1950 Duchess of Idaho (režie Robert Z. Leonard)
- 1951 Texas Carnival (režie Charles Walters)
- 1952 Skirts Ahoy! (režie Sidney Lanfield)
- 1952 Million Dallar Mermaid (režie Mervyn LeRoy)
- 1953 Easy to Love (režie Charles Walters)
- 1953 Dangerous When Wet (režie Charles Walters)
- 1955 Jupiter's Darling (režie George Sidney)
- 1956 The Unguarded Moment (režie Harry Keller)
- 1958 Raw Wind in Eden (režie Richard Wilson)
- 1961 The Big Show (režie James B. Clark)
- 1963 Fuente mágica, La (režie Fernando Lamas)